# 못다한 27번의 키스
《못다한 27번의 키스》(27 dakarguli kotsna, 27 Missing Kisses)는 프랑스에서 제작된 나나 조르자제 감독의 2000년 코미디, 드라마, 멜로/로맨스 영화이다. 넛사 쿠키아니드제 등이 주연으로 출연하였고 올리버 다미엔 등이 제작에 참여하였다.
이 영화는 제73회 아카데미상의 외국어 부문에 출품되었으나 후보로 지명되지는 못했다.

## 출연

### 주연
- 넛사 쿠키아니드제
- 예브게니 시디킨

### 조연
- 피에르 리샤르
- 레바니 아웃처네이크빌리
- 다빗 고기베다시빌